# أربعة طوريم

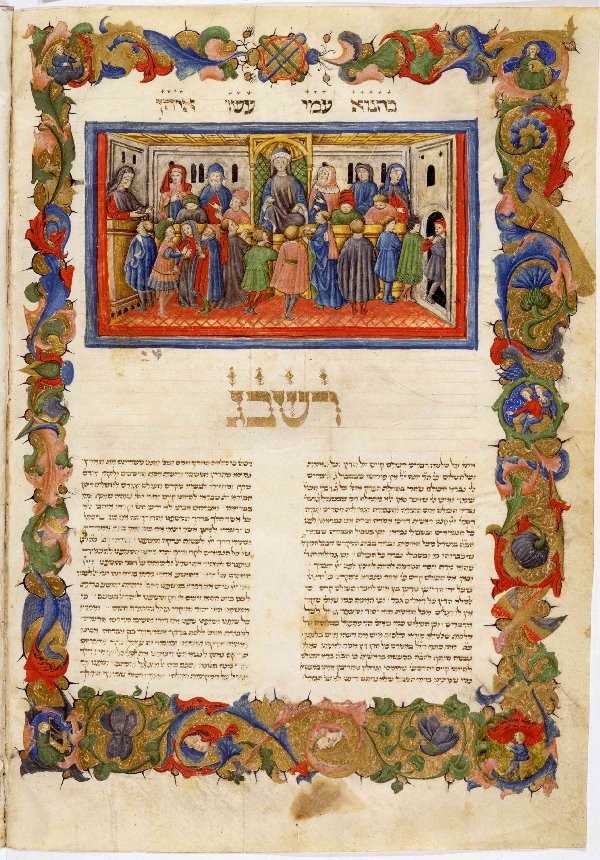

أربعة طوريم أي الصفوف الأربعة (بالعبرية: ארבעה טורים) أو اختصارا طور ويسمي أيضا سفر هاطوريم أو كتاب الصفوف  هو كتاب في أحكام الشريعة اليهودية كتبه يعقوب بن أشر في بلاد الأندلس في القرن الرابع عشر. حيث اعتمد على تثنية التوراة في تنسيق الأحكام الشرعية وثيقة الصلة بالحياة العملية، وحذف تلك الشرائع التي أصبحت بالية منذ هدم الهيكل.

## الترتيب والمحتوى
تتألف أربعة طوريم من أربعة أقسام هي:
- أورخ حييم: عن شرائع الصلاة والمعبد والشبت والأعياد
- يوره دعه: مسائل متنوعة في الشعائر مثل شحيطه وكشروت
- ابن هعزر: عن أحكام الزواج والطلاق
- حوشن مشفط: عن الأحكام المالية والتعويضات الشخصية والمالية